# Borsi Bence
Borsi Bence (Kaposvár, 1997. február 11.) magyar utánpótlás válogatott labdarúgó, kapus, jelenleg az FC Nagykanizsa kapusa és a nagykanizsai Zrínyi Miklós - Bolyai János Általános Iskola pedagógusa.